# Modrounovití
Modrounovití (Carcharhinidae) z řádu žralounů jsou jednou z nejpočetnějších čeledí žraloků. Jedná se o živorodé žraloky s cirkumpolárním rozšířením v teplých oceánských, a příležitostně i brakických a dokonce i sladkých vodách. V místech výskytu se jedná o druhově nejrozmanitější a početně nejzastoupenější čeleď. Modrounovití jsou ekonomicky nejvýznamnější čeledí, jejíž zástupci jsou pronásledování komerčními rybáři pro své maso, ploutve, kůži a jaterní olej. Až kolem poloviny žraločího masa na mezinárodních trzích patří některému z modrounovitých. 

## Popis
Jedná se o malé až velké žraloky, jejichž rozměr se pohybuje mezi 0,7−6 m. Tělo je vřetenovitého tvaru. Tlama je umístěna na spodní straně hlavy dalece před kruhovitýma očima s dobře vyvinutou oční blánou. Mají pět žaberních štěrbin a dvě hřbetní ploutve bez trnů. První hřbetní ploutev mívá vlnkovaný okraj. Řitní ploutev je jedna. Většinou nemají spirakulum. Rypec bývá zploštělý, avšak ne bočně prodloužený. Ocasní ploutev měří méně než jednu třetinu celkové délky. Ocasní ploutev je asymetrická s horním lalokem dlouhým zhruba dvakrát tolik co spodní lalok. Barva těla může být různá od bronzové a hnědé přes olivovou až po modrou. Předocasní prohlubenina je přítomna.
Velká část druhů jednotlivých modrounovitých jsou vzhledově velmi podobní a jejich rozlišení v terénu bez možnosti bližšího prozkoumání může způsobovat potíže. Ke klíčovým druhovým rozpoznávacím znakům patří pozice hřbetních ploutví, zbarvení kůže, přítomnost hřbetního hřebene a počet a tvar zubů.

## Výskyt
Modrounovití představují jednu z nejrozšířenějších žraločích čeledí. Vyhledávají teplé vody tropického, subtropického i částečně i mírného pásu. V místech svého výskytu bývají nejzastoupenější žraločí čeledí co do početnosti, druhové diverzity i biomasy. Žralok modrý má dokonce nejrozšířenější areál výskytu ze všech příčnoústých a jeden z největších areálů výskytu mezi obratlovci. Většina druhů se vyskytuje nad kontinentálními šelfy nebo na otevřeném moři, některé druhy však obývají i korálové útesy a vody kolem oceánských ostrovů. Většina modrounovitých se vyskytuje ve slaných vodách, avšak žralok bělavý a tzv. říční žraloci z rodu Glyphis jsou jedinými žraloky, kteří dokáží dlouhodobě pobývat nejen v brakických, ale i sladkých vodách jako jsou řeky a jezera.

## Biologie

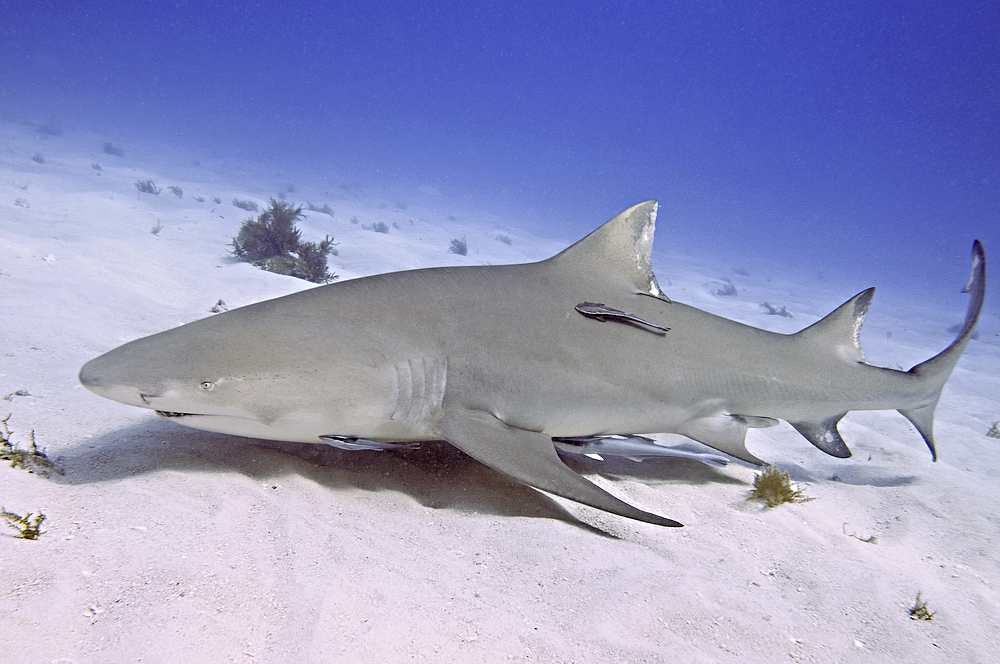
Žralok citronový

Většina druhů je živorodá. V závislosti na druhu samice rodí dvě až 135 mláďat. Embrya v děloze získávají živiny skrze děložní tekutinu a buďto žloutkový váček, který je přichycený na děložní stěně, nebo skrze vajíčka, která samice produkuje a embrya se jimi živí. Tito obávaní predátoři se živí širokou škálou živočichů; do jejich jídelníčku patří korýši, měkkýši, kostnaté ryby, vodní hadi, želvy, mořští ptáci, mršiny a dokonce i rejnoci a menší druhy žraloků. Vyskytují se samostatně nebo v malých skupinkách. V případě výskytu více druhů modrounovitých na stejném místě mezi druhy panuje jasná hierarchie; např. žralok dlouhoploutvý dominuje žraloku hedvábnému, který zase dominuje žraloku spanilému.

## Vztah k lidem
Některé druhy modrounovitých představují jedny z nejnebezpečnějších žraloků pro člověka a čeleď jako taková se považuje za člověku nejnebezpečnější žraločí čeleď vůbec. Obáván je hlavně žralok bělavý, avšak nezřídké jsou i útoky žraloka modrého, černocípého nebo dlouhoploutvého. Jedná se o ekonomicky vůbec nejvýznamnější čeleď a modrounovití jsou cíleně loveni pro maso, ploutve na polévku, kůži i jaterní olej. Odhaduje se, že na mezinárodním trhu se žraločím masem představuje maso modrounovitých nejméně 50 % objemu. Vedle komerčního zpracování jsou modrounovití vyhledáváni i sportovními rybáři. Následkem cíleného pronásledování je kolem poloviny druhů modrounovitých hodnoceno na nějakém stupni ohrožení, přičemž několik druhů je dokonce kriticky ohroženo.

## Systematika
K modrounovitým se zařazuje nejméně 12 rodů a 60 druhů. Následující seznam zachycuje většinu z nich:
- Carcharhinus Blainville, 1816
  - Carcharhinus acronotus (Poey, 1860) – žralok černonosý
  - Carcharhinus albimarginatus (Rüppell, 1837) – žralok bělocípý
  - Carcharhinus altimus (Springer, 1950) – žralok madagaskarský
  - Carcharhinus amblyrhynchoides (Whitley, 1934) – žralok ztepilý
  - Carcharhinus amblyrhynchos (Bleeker, 1856) – žralok spanilý
  - Carcharhinus amboinensis (Müller & Henle, 1839) – žralok molucký
  - Carcharhinus borneensis (Bleeker, 1858) – žralok bornejský
  - Carcharhinus brachyurus (Günther, 1870) – žralok měděný
  - Carcharhinus brevipinna (Müller & Henle, 1839) – žralok krátkoploutvý
  - Carcharhinus cautus (Whitley, 1945)
  - Carcharhinus cerdale Gilbert, 1898
  - Carcharhinus coatesi (Whitley, 1939)
  - Carcharhinus dussumieri (Müller & Henle, 1839) – žralok malabarský
  - Carcharhinus falciformis (Müller & Henle, 1839) – žralok hedvábný
  - Carcharhinus fitzroyensis (Whitley, 1943) – žralok queenslandský
  - Carcharhinus galapagensis (Snodgrass & Heller, 1905) – žralok galapážský
  - Carcharhinus hemiodon (Müller & Henle ex Valenciennes, 1839) – žralok polozubý
  - Carcharhinus humani White & Weigmann, 2014
  - Carcharhinus isodon (Müller & Henle, 1839) – žralok stejnozubý
  - Carcharhinus leiodon Garrick, 1985 – žralok adenský
  - Carcharhinus leucas (Müller & Henle, 1839) – žralok bělavý
  - Carcharhinus limbatus (Müller & Henle, 1839) – žralok černocípý
  - Carcharhinus longimanus (Poey, 1861) – žralok dlouhoploutvý
  - Carcharhinus macloti (Müller & Henle, 1839) – žralok novoguinejský
  - Carcharhinus macrops Liu, 1983 – žralok jihočínský
  - Carcharhinus melanopterus (Quoy & Gaimard, 1824) – žralok černoploutvý
  - Carcharhinus obscurus (Lesueur, 1818) – žralok velrybář
  - Carcharhinus perezii (Poey, 1876) – žralok Perezův
  - Carcharhinus plumbeus (Nardo, 1827) – žralok hnědý
  - Carcharhinus porosus (Ranzani, 1840) – žralok panamský
  - Carcharhinus sealei (Pietschmann, 1913) – žralok malajský
  - Carcharhinus signatus (Poey, 1868) – žralok noční
  - Carcharhinus sorrah (Müller & Henle, 1839) – žralok západoaustralský
  - Carcharhinus tilstoni (Whitley, 1950)
  - Carcharhinus tjutjot (Bleeker, 1852)

- Glyphis Agassiz, 1843
  - Glyphis gangeticus (Müller & Henle, 1839) – žralok ganžský
  - Glyphis garricki Compagno, White & Last, 2008
  - Glyphis glyphis (Müller & Henle, 1839) – žralok šípozubý
  - Glyphis siamensis (Steindachner, 1896)

- Isogomphodon Gill, 1862 – monotypický rod
  - Isogomphodon oxyrhynchus (Müller & Henle, 1839) – žralok ostronosý

- Lamiopsis Gill, 1862 – monotypický rod
  - Lamiopsis temminckii (Müller & Henle, 1839) – žralok širokoploutvý

- Loxodon Müller & Henle, 1838 – monotypický rod
  - Loxodon macrorhinus Müller & Henle, 1839 – žralok štěrbinooký

- Nasolamia Compagno & Garrick, 1983 – monotypický rod
  - Nasolamia velox (Gilbert in Jordan & Evermann, 1898) – žralok hbitý

- Negaprion Whitley, 1940
  - Negaprion acutidens (Rüppell, 1837) – žralok srpoploutvý
  - Negaprion brevirostris (Poey, 1868) – žralok citronový

- Prionace Cantor, 1849 – monotypický rod
  - Prionace glauca (Linnaeus, 1758) – žralok modrý

- Rhizoprionodon Whitley, 1929
  - Rhizoprionodon acutus (Rüppell, 1837) – žralok ostrý
  - Rhizoprionodon lalandii (Müller & Henle, 1839) – žralok brazilský
  - Rhizoprionodon longurio (Jordan & Gilbert, 1882) – žralok mazatlánský
  - Rhizoprionodon oligolinx Springer, 1964 – žralok thajský
  - Rhizoprionodon porosus (Poey, 1861) – žralok karibský
  - Rhizoprionodon taylori (Ogilby, 1915) – žralok Taylorův
  - Rhizoprionodon terraenovae (Richardson, 1836) – žralok kanadský

- Scoliodon Müller & Henle, 1837 – monotypický rod
  - Scoliodon laticaudus Müller & Henle, 1838 – žralok žlutý

- Triaenodon Müller & Henle, 1837 – monotypický rod
  - Triaenodon obesus (Rüppell, 1837) – žralok lagunový